# شبکه المجد

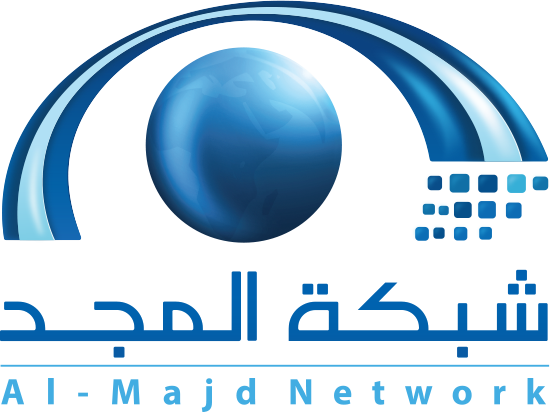
نشان‌وارهٔ رسمی شبکه ماهواره‌ای المجد - ۲۰۱۷

شبکه ماهواره‌ای المجد (به عربی: شبكة المجد الفضائية) یکی از کانال‌های تلویزیونی ماهواره‌ای عربستان سعودی با قوانین شرعی اسلام اهل سنت است که در تاریخ ۶ نوامبر ۲۰۰۲ با شعار شبکه‌های امن برای خانواده شروع به کار کرد. مشترکین این شبکه به ۳۲۱ هزار مشترک می‌رسد، از این تعداد ۹۵٪ درون عربستان سعودی و ۵٪ در کشورهای عرب خلیج فارس و باقی کشورهای عربی هستند.

## کانال ها

### کانال افتخار عمومى
این اولین کانال وابسته به مجله پخش شرکت محدود است. کانال ماهواره ای المجد توسط کلیه تفریق، مرکزیت بینایی، تعادل درمان و تنوع زیادی از برنامه ها مشخص شده است. این کانال همه اعضای خانواده عرب را با برنامه های غنی و متنوع مانند برنامه های کودکان، برنامه های خانواده و جوانان، نمایش های گفتگو و برنامه های خبری، مسابقات و برنامه های سرگرمی و برنامه های مذهبی به همه اعضای خانواده اعزام می کند.

### افتخار به قرآن کریم
در اول ماه رجب 1425 هجری قمری معادل به 2004 اوت 17، آن را راه اندازی پخش آزمایشی این کانال، که به لطف خدا و واحه آرام قرائت اطمینان بین کانال های ماهواره ای تبدیل شد. برای اولین بار در تاریخ صنعت تلویزیون المجد قرآن کریم راه های نوآورانه از نوشتن آیات قرآن در زمینه های درخشان و تصاویر طبیعی ارائه شده است، ارائه کامل قرآن، خوانندگان مشهور، و صدها نفر از قرائت تازه صدای برابر بیش از 150 خوانندگان از سراسر جهان اسلام، و از متن قرآن همراه با معانی ترجمه کلمات و معانی مختلف فرانسه و مانند زبان انگلیسی، علاوه بر قرائت نادر ثبت پنجاه سال پیش، که پخش 24 ساعت در روز در سه ماهواره ماهواره ای.